# سینتیا کلیتبو
دیانا سینتیا کلیتبو (اسپانیایی: Diana Cynthia Klitbo‎؛ زادهٔ ۱۱ مارس ۱۹۶۷) هنرپیشه تله‌نوولا، تئاتر و سینما اهل مکزیک است.  وی از سال ۱۹۸۴ میلادی تاکنون مشغول فعالیت بوده‌است. 

## گزیده فیلمشناسی
از فیلم‌ها یا برنامه‌های تلویزیونی که وی در آن نقش داشته‌است می‌توان به تله‌نوولای ترسا (۲۰۱۰–۲۰۱۱) و زنان قاتل  اشاره کرد.